# Mateusz Polaczyk
Mateusz Polaczyk (ur. 22 stycznia 1988 w Limanowej) – polski kajakarz górski, wywodzący się z Szczawnicy. Pięciokrotny medalista mistrzostw świata w slalomie kajakowym w konkurencji K-1 oraz K-1 x 3, uczestnik Letnich Igrzysk Olimpijskich 2012. Zawodnik klubów Pieniny Szczawnica (1997- 2005), KK Kraków(2006-2009), AZS AWF Kraków (2010-2011) i Zawisza Bydgoszcz (od 2012). Żołnierz zawodowy w Centralnym Wojskowym Zespole Sportowym w stopniu starszego szeregowego specjalisty.

## Sukcesy sportowe

### Mistrzostwa świata
Jego największym sukcesem jest wicemistrzostwo świata w slalomie w konkurencji K-1 w 2011 i 2015, brązowy medal mistrzostw świata w konkurencji K-1 w 2013 oraz brązowy i podwójny srebrny medal mistrzostw świata w konkurencji K-1 x 3 odpowiednio w 2006, 2013 i 2018 (w obu startach z Grzegorzem Polaczykiem i Dariuszem Popielą, Michał Pasiut). W 2009 zajął 10 m. w konkurencji K-1 i 12 m. w konkurencji K-1 x 3 w Mistrzostwach Świata w Hiszpanii, w 2010 zajął 4. miejsce w konkurencji K-1 × 3 (razem z Grzegorzem Polaczykiem i Dariuszem Popielą) na Mistrzostwach Europy w Wielkiej Brytanii.

### Igrzyska Olimpijskie
Podczas Letnich Igrzysk Olimpijskich w 2012 zajął 4. miejsce w konkurencji K-1.

### Mistrzostwa Europy
W mistrzostwach Europy seniorów zdobył złoty medal w 2008 i 2010 w konkurencji K-1 × 3 ( w obu startach z Dariuszem Popielą i Grzegorzem Polaczykiem), 2017 K1, wicemistrzostwo Europy w 2011 i 2018 w konkurencji K-1 × 3 (z Dariuszem Popielą,Grzegorzem Polaczykiem, Michał Pasiut) ponadto startował w 2007 (15 m. w konkurencji K-1 x 3), 2009 (4 m. w konkurencji K-1 x 3), 2010 (5 m. w konkurencji K-1), 2012 (10 m. w konkurencji K-1, 6 m. w konkurencji K-1 x 3)
Puchar Świata
2012 – 2. miejsce K1m, Praga
2013 – 3. miejsce K1m, Bratysława
2013 – 1. miejsce K1m x3, Bratysława
2014 – 3. miejsce K1m, Londyn
2014 – 3. miejsce K1m x3, Tacen
2015 – 1. miejsce K1m x3, Praga
2015 – 2. miejsce K1m x3, Liptovski Mikulasz

### Mistrzostwa Polski
W slalomie zdobył mistrzostwo Polski w konkurencjach:
- K-1 (2007, 2012[4])
- K-1 × 3 (2005, 2006, 2007, 2008, 2009, 2010)
- W zjeździe był mistrzem Polski w konkurencji K-1 × 3 w 2011[5]

Kajakarzami górskimi są także jego siostry: Joanna Mędoń, Iwona Gondek oraz bracia: Henryk (zakończył karierę), Grzegorz, Rafał i Łukasz.